# معركة غيوك تيبي (1879)
معركة غيوك تيبي الأولى هي الحدث الرئيسي في الحملة الروسية عام 1879 ضد تركمان اكحل تيكي أثناء الغزو الروسي لتركستان. تقدم لوماكين على بعد 275 ميلاً من قلعة غيوك تيبي، وأدار الهجوم وأُجبر على التراجع. لكن في العام المقبل، تم عكس هذا بواسطة سكوبيليف بواسطة معركة غيوك تيبي الثانية.

## الجغرافيا والخلفية
بعد إخضاع روسيا لخانية بخارى في عام 1868 وخانية خيوة في عام 1873 ظل البدو الصحراويون التركمان مستقلين. يحد بلدهم بحر قزوين من الغرب، ونهر جيحون من الشرق والحدود الفارسية غير المحددة بوضوح من الجنوب. بالقرب من المركز، تمتد جبال كوبت داغ إلى الشمال الغربي تقريبًا إلى خليج كراسنوفودسك. على منحدراتها الشمالية، انحدرت من الجبال مشكلةً واحة اكحل التي بمعنى أوسع، تمتد من كازيل أربات إلى ما وراء عشق آباد. التركمان الترك الذين عاشوا هنا كانوا من القبائل التركمانية القليلة التي مارست الزراعة. قبل وبعد حملات غزو خيوة التي تم إرسالها إلى الدولة التركمانية لرسم خريطة للمنطقة والعثور على فتحات المياه التي يحتاجها أي جيش مهم. في ربيع عام 1878، تم طرد لوماكين من كازيل أرفات، وعبر ذلك السقوط عبر كوبت داغ وطُرد طوال الطريق إلى تشيكيشيار. كان لا بد من الانتقام من هذه الهزائم، ولو كان ذلك كمسألة هيبة.

## أنشأ
أعطيت قيادة الجنرال لازيريف، ليحل محل لوماكين الفاشل. قام بتجميع 18000 رجل و 6000 من الإبل في شيكيشيار. انه يعتزم القيام بمسيرة شمال شرق عبر الصحراء على طول نهري أترك وسومبار وتأسيس قاعدة إمدادات كبيرة في وادي جبل خوجة كالي قبل عبور الكوبت داغ لقهر الأكحل وربما مرو. كانت المسافة 344 كم إلى ممر الجبل ثم 117 كم جنوب شرق البلاد على طول واحة غيوك تيبي. لأن شيكيشيار كان الشاطئ وليس الميناء، وكانت إمدادات الهبوط بطيئة. كان المكان غير صحي وكان هذا هو أسوأ وقت في السنة لمسيرة في الصحراء. كان من الصعب العثور على ما يكفي من الماء والعلف لهذه القوة الكبيرة. أحد المدنيين الذين ساندوا الجيش كان مدموزيل بولين الذي رافق القوات على طول الطريق إلى أكحل وحصل على 4000 روبل خلال الحملة.

## تقدم، كارثة وتراجع
انتقلوا في مجموعات بين 18 يونيو و11 أغسطس. قرب نهاية يوليو مرض لازيريف. أصر على متابعة القوات وتوفي في شات في أواخر أغسطس. تولى لوماكين القيادة كضابط كبير. بدلاً من بناء قاعدة إمداد لازيريف، قرر لوماكين المضي قدمًا مع 3800 رجل لديه. في 4 سبتمبر، عبروا الجبال بالقرب من بامي مع أسبوعين فقط من الإمدادات وساروا جنوب شرقًا عبر القرى المهجورة. بحلول 8 سبتمبر، كان على بعد 13 ميل من دينغيل تيبي، كما تم قصد قلعة غيوك تيبي. في صباح اليوم التالي حاصر المكان وبدأ القصف. استوعب الحصن 15000 مدفع و 5000 امرأة وطفل، معبأة بكثافة. كان القصف فظيعًا لأنهم كانوا يستخدمون قذائف متفجرة بدلاً من كرات المدفعية. كان من الممارسات المعتادة ترك جانب واحد من خط الحصار مفتوحًا حتى يتسنى للنساء والأطفال الفرار ويمكن للجنود المعندين الهرب ليتم قطعهم بواسطة سلاح الفرسان. من خلال تعبئة زجاجات تيككس مع زوجاتهم وأطفالهم، أجبرهم على القتال حتى الموت. في الساعة 3 مساءً، انضمت القوة الرئيسية إلى حارس لوماكين المتقدم. في حوالي الساعة 4 مساءً، أرسل التيكيين مفاوضين. في الوقت نفسه، حاولت مجموعة كبيرة من النساء والأطفال عبور الخط الروسي بشكل جماعي. تم إرجاع النساء والمبعوثين إلى الحصن. في الساعة 5 مساءً، أمر لوماكين بالعاصفة على الرغم من أنه كان لديه 1400 من المشاة فقط ولم يحضر سلالم تحجيم. وبدلاً من تركيز جنوده في مرحلة ما، انتشر في خط رفيع تم قطعه قبل الوصول إلى الجدار. تم إيقاف عدد قليل من الروس الذين عبروا الجدار الأول عن طريق الجدار الثاني. عندما تراجع الروس تبعهم حشد من التيكيين الذين أوقفوا فقط بالمدفعية. عند حلول الليل، انطلق الروس وشكلوا ساحة دفاعية. خلال الليل، قرر التيكيين الناجين الاستسلام. تم طرد المجموعة الأولى من المبعوثين بإطلاق النار. عندما وصلت المجموعة الثانية إلى المعسكر الروسي فجرًا، وجدوا الروس في حالة تراجع تام. سمع الروس عن محاولة الاستسلام بعد ثلاثة أيام. تراجع لوماكين على نفس المسار في أسرع وقت ممكن، إلى حد كبير لأنه لم يكن هناك ما يكفي من الرصاص لمعركة كبيرة. تبع فرسان التيك وهددوا ولكن لم يفعل أي شيء خطير. بحلول 19 سبتمبر، كانوا مرة أخرى جنوب كوبت داغ. في 29 سبتمبر، وصل الجنرال تيرجوكاسوف إلى شات ليحل محل لازاريف ولوماكين وعلم بالكارثة. بحلول نهاية شهر أكتوبر، كانت القوة بأكملها قد عادت إلى تشيكيشيار باستثناء بعض المواقع الاستيطانية. بحلول نهاية العام، عادت معظم القوات إلى الجانب الغربي من بحر قزوين.

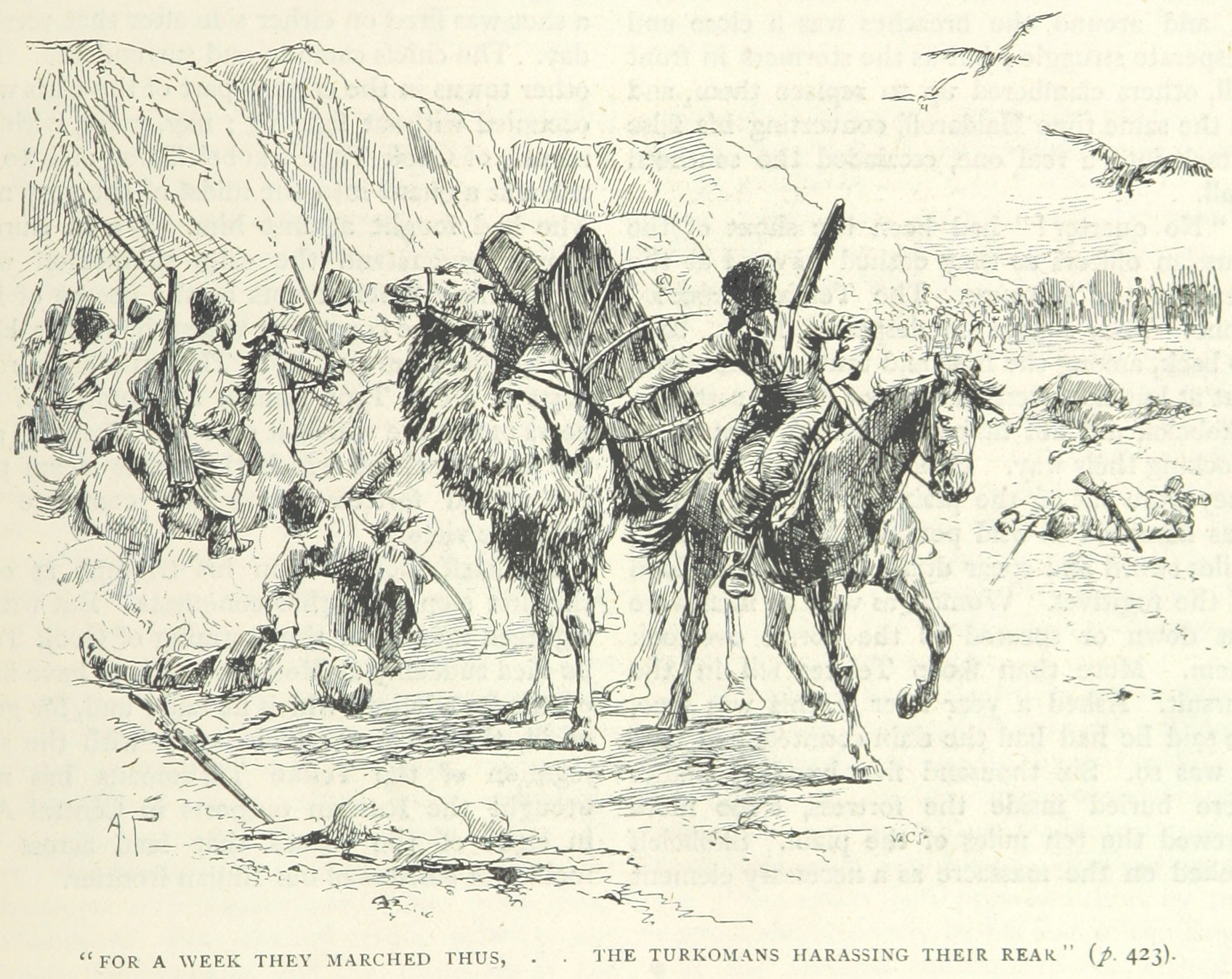
التركمان يتبعون التراجع.

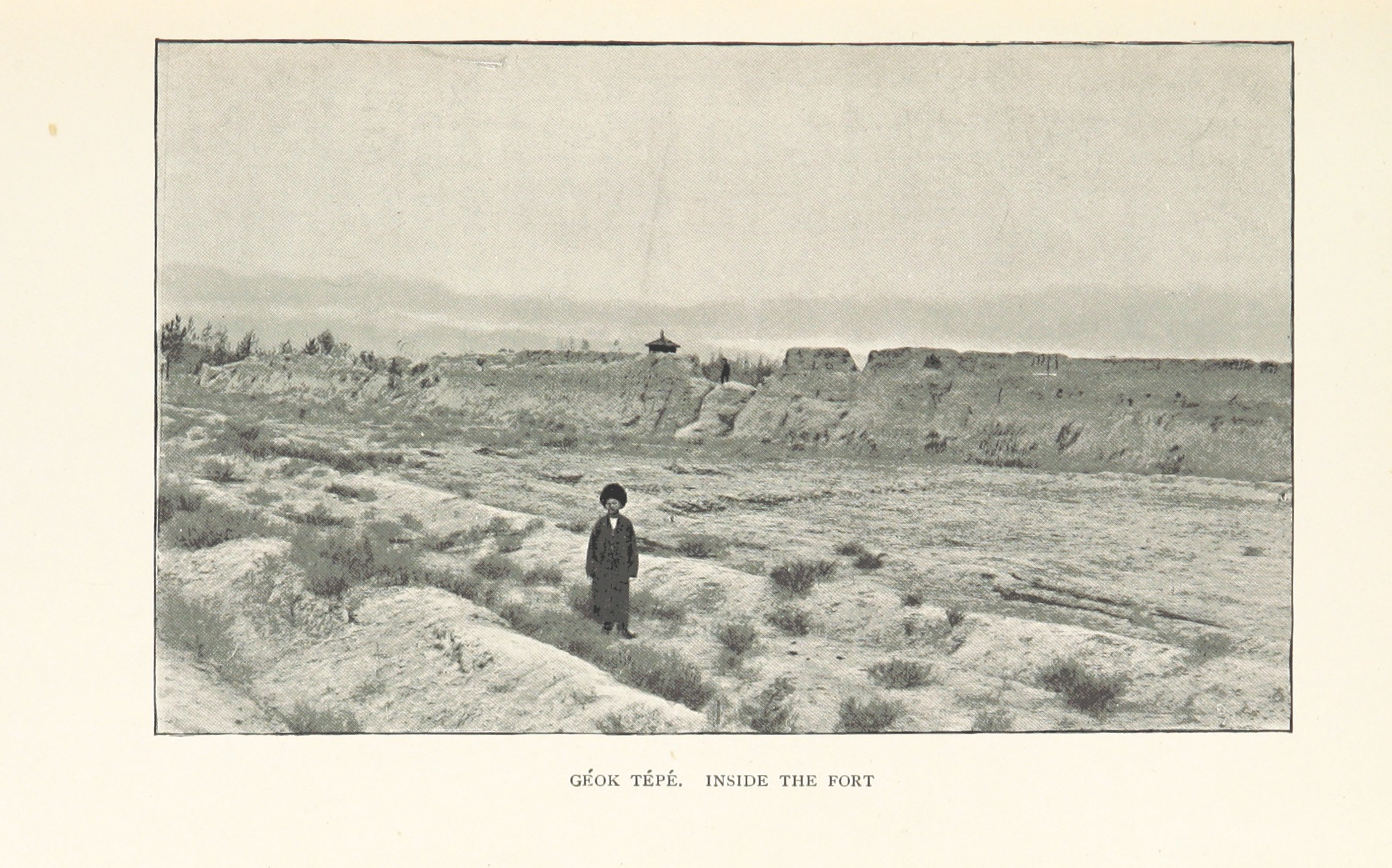
أنقاض الحصن

## محاسبة
فقد الروس 445 قتيلاً وجريحًا،  حوالي ثلث المشاة المهاجمة، والتركمان التيك حوالي 2000 قتيلًا و 2000 جريح. ماتت كل الجمال تقريبا. لقد تم لوم لوماكين ليس فقط على هجومه غير الكفء بل على ذبح العدو الذي لا داعي له والذي ربما استسلم أو هرب عندما واجهته قوة أكبر وأفضل. تم اتهامه بتفضيل انتصار دموي على شيء بطيء وواثق، لكن صحيح أيضًا أنه اضطر إلى التصرف بسرعة لأنه لم يحضر الإمدادات الكافية. وقد اتُهم بالتحرك بسرعة كبيرة لأنه كان يعلم أنه سيتم استبداله قريبًا بخليفة لازاريف. وقرر قراره بالتخلي عن خطة لازاريف لتفريغ كميات كبيرة من حريته في الحركة. كان التيكيون مسؤولون جزئياً عن المذبحة لأنهم وضعوا الكثير من الناس في مكان واحد. ربما لم يفهموا تمامًا قذائف المدفعية المتفجرة. أيضا، من الأسهل هزيمة العدو في قطعة ارض صغيرة. ربما تكون الهزيمة الدموية التي قام بها تيكي الغرب قد أحبطت تيكي الشرق، بينما لو هربوا لكانوا قد انضموا إلى زملائهم في الشرق وكانوا أكثر قوة.